# سرقنات (وحدتية)
سرقنات (بالفارسية: سرقنات) هي قرية تقع في إيران في قسم وحدتية الريفي. يقدر عدد سكانها بـ 1052 نسمة بحسب إحصاء 2016.